# Антиох из Аскалона
Антиох из Аскалона ( стгрч. Αντιοχος ο ΑσκαλωνιοΑντιοχος ο Ασκαλωνιος ; око 130 - 68. п. н. е.) - старогрчки филозоф. Понекад се назива и управником четврте Платонове академије.

## Биографија
Рођен у је граду Аскалону у Палестини. Детињство и младост провео је у Аскалону.Из потребе да заврши своје образовање око 110. п. н. е. отишао у Атину, где је уписао Платонову академију. Управник Академије у то време био је Филон из Ларисе.
Касније, приморан да напусти Атину заједно са другим филозофима због Митридатове офанзиве, Антиох је држао предавања у Риму. Лукул, који је веома ценио Антиоха, постао му је пријатељ. Као што Плутарх пише: „Лукул је уложио много напора да Антиоха учини својим пријатељем и сталним пратиоцем и укључи га у борбу против Филонових следбеника.“. Заједно са Лукулом, Антиох је посетио Александрију (између 87. и 84. пne). Вративши се у Атину, Антиох је основао сопствену школу за разлику од Филонове академије. Антиох је умро 68. п. н. е., вероватно током Лукуловог војног похода на Сирију.
Антиох је дуго био присталица Нове академије, али је потом Академију претворио од скептицизма Аркесилаја и Карнеада ка учењу Античке академије. Главно начело правца које је развио Антиох била је теза о јединству академског и перипатетичког учења. Филозоф је такође изнео низ убедљивих аргумената против скептицизма. Антиохови ученици су били Цицерон, који је похађао његова предавања у Атини 79-78. п. н. е. и Маркус Теренс Варо. Џон Дилон примећује да се „захваљујући Варону утицај Антиоха касније проширио на Сенеку, а затим и на Августина. Антиох је аутор низа дела која до нас нису стигла („Канон“, „О боговима“ итд.).